# Joodse begraafplaats (Oranjewoud)
De Joodse begraafplaats Oranjewoud is de tweede joodse begraafplaats die in de Nederlandse gemeente Heerenveen werd aangelegd. Ze is gelegen bij het dorp Oranjewoud. In 1883 werd de grond er voor aangekocht met geld uit een donatie van de familie Rothschild.
De andere Joodse begraafplaats is gelegen in Heerenveen, aan de Veensluis. Deze was in gebruik tussen 1860 en 1880.

## Afbeeldingen

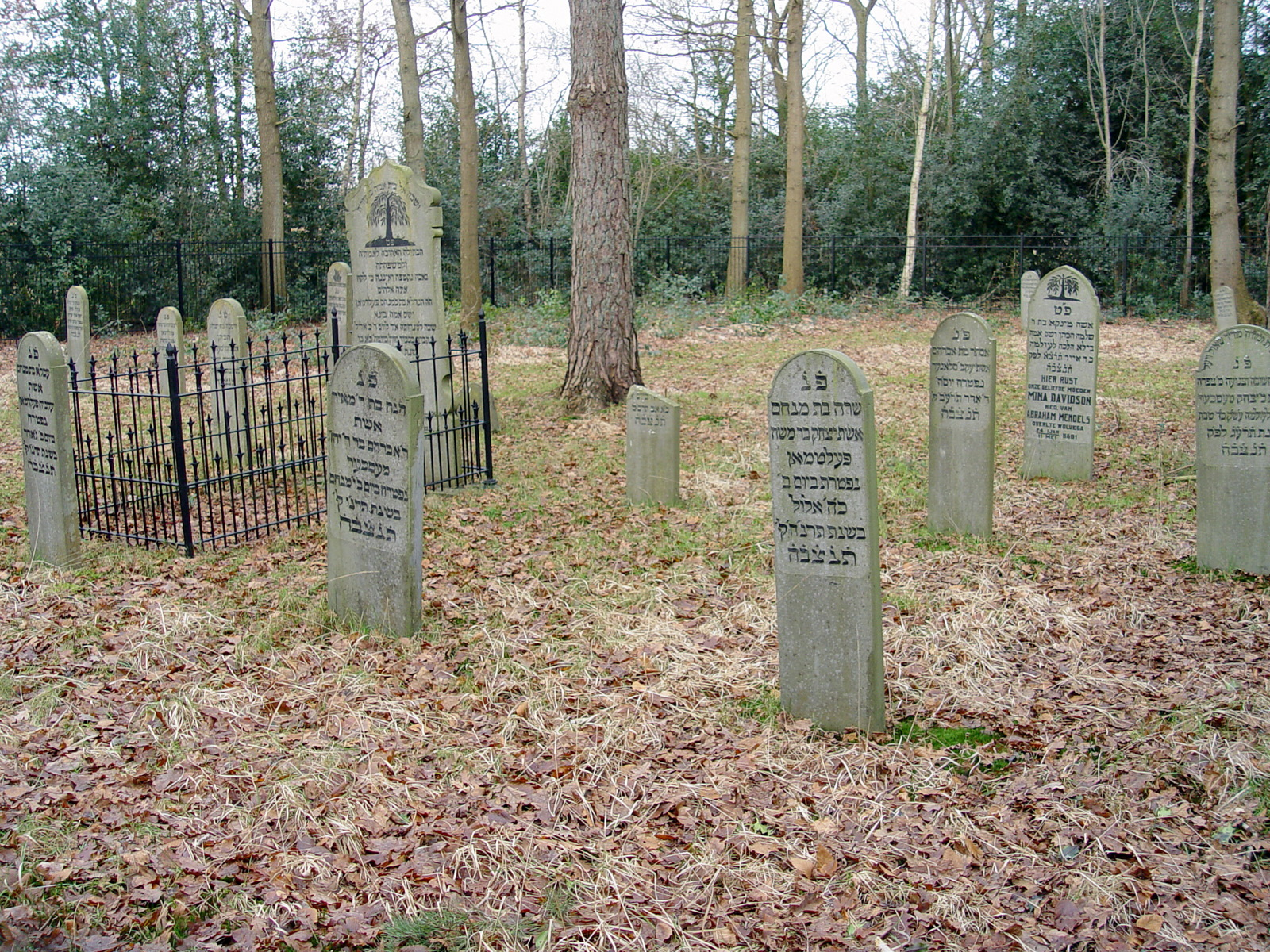
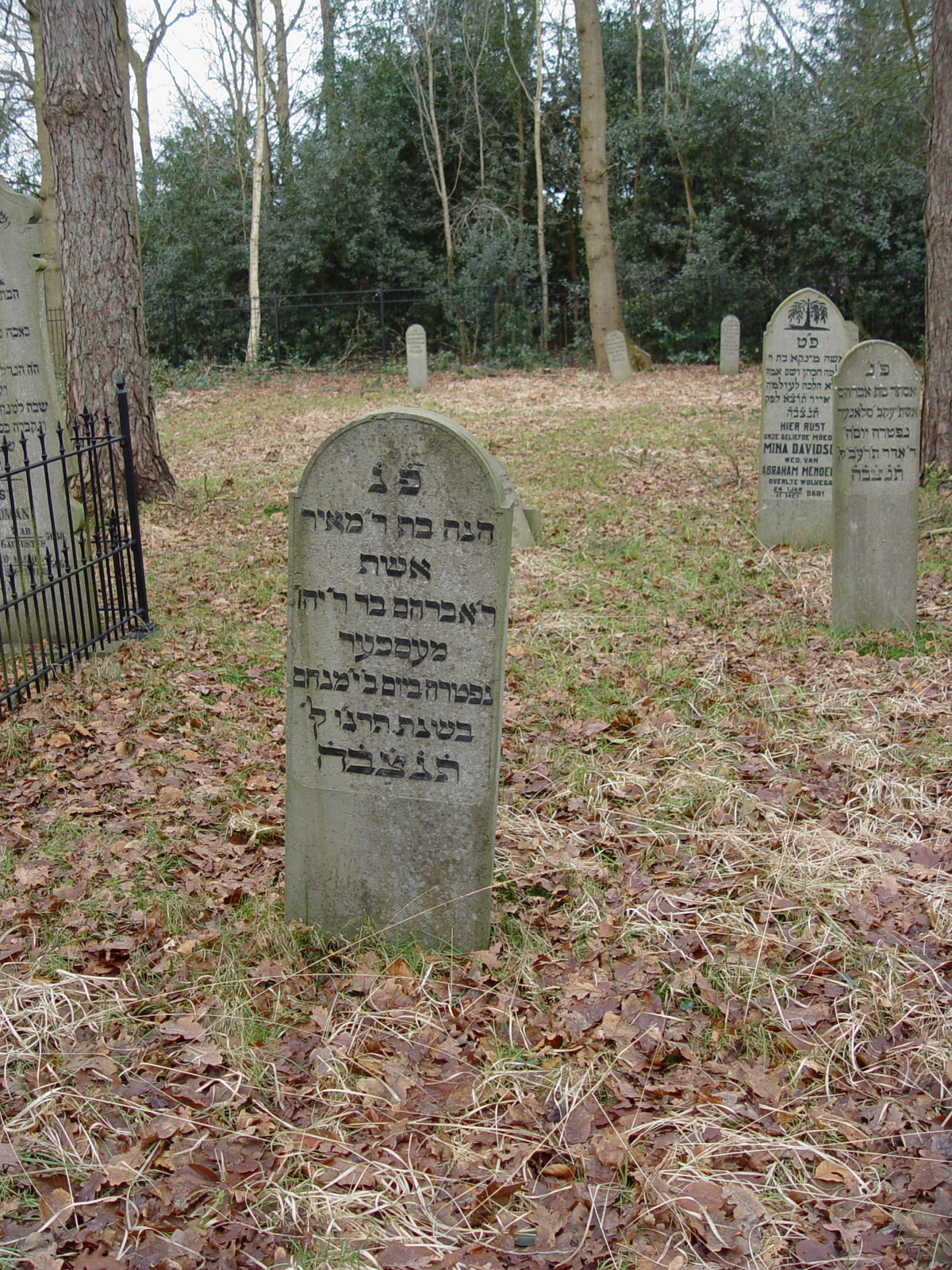
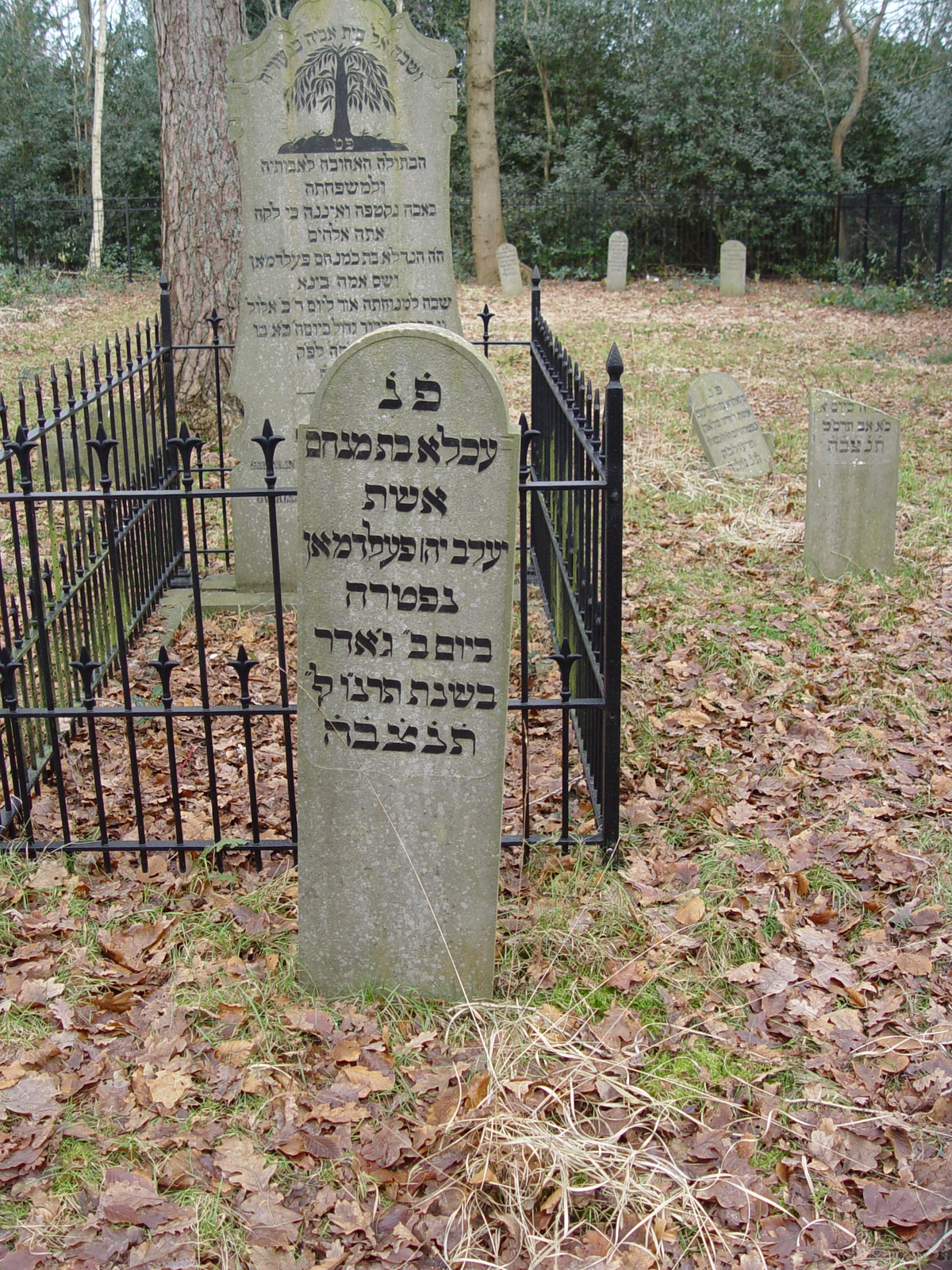